# Alchemilla psiloneura
Alchemilla psiloneura är en rosväxtart som beskrevs av Sergei Vasilievich Juzepczuk. Alchemilla psiloneura ingår i släktet daggkåpor, och familjen rosväxter. Inga underarter finns listade i Catalogue of Life.